# My Romowie
My Romowie – comiesięczny magazyn telewizyjny TVP3 Białystok w całości poświęcony mniejszości romskiej w Polsce.

## O programie
Ukazuje się od 1997 roku w ostatnią niedzielę miesiąca (najpierw w magazynie „Sami o sobie”). Zajmuje się romską zwaną także cygańską mniejszością etniczną w Polsce ukazując ich kulturę, historię, edukację i życie codzienne. 12 855 Romów w Polsce jest jednym z powodów powstania tego programu. Producentem wykonawczym programu jest firma R&P New Media. Wydawcą programu jest Jacek Milewski.